# Автомагистрала D2 (Чехия)
Автомагистрала D2 (на чешки: Dálnice D2), Братиславска магистрала (на чешки: Bratislavská dálnice) е чешки магистрален автомобилен път, свързващ Бърно с Братислава. Чешката част от пътя е завършена през 1980 г. От 1993 до декември 2007 г. на пътя функционира граничен пункт Ланжгот-Бродске. Дължината на пътя е 60,7 km. Той е част от европейски маршрут E65.

## История
Проектът за магистралата се появява за първи път в Решение на правителството на ЧССР №286 от 10 април 1963 г., в което се съдържа проект за път, свързващ Бърно с Братислава и Унгарската народна република. Строителството започва на 1 април 1969 г., с участъка Братислава—Малацки. Строителството на първия участък от пътя на територията на Чехия (Бърно—Блучина) започва през 1974 г. Изграждане на чешката част приключва на 8 ноември 1980 г. Тогава е готово цялото трасе Бърно—Братислава. Самият път обач, не се счита за завършен, защото не е готов краткия (23 km) участък от Братислава до границата с Унгария.
През 1993 г. пътят е разделен от държавната граница. Както и при повечето други пътища, свързващи Чехия и Словакия, двете части от магистралата запазват оригиналната си номерация. Край Ланжгот е изграден граничен пункт (тогава това е единственият чешки граничен преход, разположен на магистрала). С присъединяването на Чехия и Словакия към Европейския съюз на 1 май 2004 г. е прекратен митническия контрол. На 21 декември 2007 г. Чехия и Словакия стават част от Шенгенската зона и граничния пункт прекратява съществуването си.

### Описание на маршрута
Пътят започва от пресичането с магистрала D1 и води на юг. На север от кръстопътя се планира изграждането на Братиславския радиален път, който ще свързва D2 със строящия се Бърненски околовръстен път. Европейският маршрут E65, с посока към Прага, преминава в магистрала D1 на същия кръстопът. Самата автомагистрала D2 преминава през равнинен терен, без резки спускания, изкачвания, завои или тунели. Пътят се пресича от множество реки, най-големи от които са Свитава и Морава. Краят на пътя е на мост над Морава.
Платеният участък (стикер за леки автомобили с тегло до 3,5 т. и електронна система за плащане за останалите) в посока към Братислава започва след изход 3, при Бърно-Хърлице, и продължава до държавната граница. В посока към Бърно платеният участък започва от зоната за почивка при Ланжгот (при бившия граничен пункт) и продължава до изход 3, Бърно-Хърлице. Безплатна алтернатива е път 425, който на места преминава в близост до магистралата и е успореден на нея.

## Факти
- Това е най-кратката магистрала в Чехия – 60,7 km. На второ място се нарежда строящата се магистрала D8 – 92,2 km.
- Най-малък брой кръстовища и изходи – 6. На второ място е D8 с 14.
- Най-ниската точка над морското равнище на чешка автомагистрала – 157 m при 59-и километър, до моста над Морава.
- Първата изцяло завършена магистрала (на територията на Чехия) – завършена е на 8 ноември 1980 г. Втората магистрала по този критерий е D5, която е завършена през 2006 г.
- Най-мамък брой на административни краеве в Чехия, през които минава магистрала: само 1 (Южноморавски край).
- Първата чешка магистрала, на която е открит граничен пункт – на 1 януари 1993 г.
- Най-малък брой брой спускания и изкачвания сред чешките магистрали.
- Единствената чешка магистрала на която няма и няма да има нито един тунел.